# Olger Escobar
Olger Escobar, né le 11 septembre 2006 à Lynn dans le Massachusetts, est un footballeur international guatémaltèque qui évolue au poste de milieu offensif ou d'attaquant au CF Montréal.

## Biographie

### Carrière en club
Formé au sein de l'académie du Revolution de la Nouvelle-Angleterre, Olger Escobar commence sa carrière professionnelle avec l'équipe réserve en MLS Next Pro en 2023. Il y est élu joueur de l'année dès sa première saison.
Le 23 avril 2025, il est transféré au CF Montréal et s'engage pour deux ans, avec trois saisons en option. Le montant de son transfert s'élève à 125 000 dollars plus 50 000 dollars de bonus.

### En sélection
Né aux États-Unis, Escobar choisit de représenter son pays d'origine, le Guatemala, au niveau international. Son père, Don Armando Escobar, était un footballeur ayant rejoint les États-Unis dans l'espoir d'y faire carrière.
Il évolue avec les sélections U17, U18 et U20 avant d’être convoqué avec l’équipe senior en novembre 2023. Le 16 mars 2025, il inscrit son premier but en senior, décisif en amical face au Honduras (2‑1).
Il est sélectionné le 5 juin 2025 pour participer à la Gold Cup 2025. Il marque deux buts lors du tournoi, duquel le Guatemala atteint les demi-finales.